# Al Kaline
Albert William Kaline, soprannominato Mr. Tiger (Baltimora, 19 dicembre 1934 – Bloomfield Hills, 6 aprile 2020), è stato un giocatore di baseball statunitense che ha giocato nel ruolo di esterno nella Major League Baseball (MLB). È stato introdotto nella National Baseball Hall of Fame nel 1980.

## Carriera
Kaline debuttò nella MLB nel 1953 all'età di 18 anni con i Detroit Tigers, con cui disputò tutta la carriera. Due anni dopo divenne il più giovane giocatore della storia a guidare l'American League in media battuta con .340. Concluse l'annata con 27 fuoricampo e 102 punti battuti a casa (RBI), finendo secondo nel premio di MVP dietro a Yogi Berra. Dopo avere battuto con .314 nel 1956, nelle annate successive Kaline fu rallentato dagli infortuni. Tornò ad alti livelli nel 1961 quando si classificò nella AL battendo con .324. Nella stagione regolare 1963 batté con .312, con 27 home run e 101 RBI, finendo ancora secondo nel premio di MVP.
Nelle World Series 1968 tra Tigers e St. Louis Cardinals, gli avversari avevano vinto tre delle prime quattro gare ed erano in vantaggio in gara 5 per 3–2 nel settimo inning, quando Kaline batté un singolo con tutte le basi occupate, portando due punti a Detroit. I Tigers vinsero quella partita e anche le due successive, vincendo il loro primo titolo dal 1945. Nell'unica apparizione alle World Series in carriera, Kaline batté con .379, con 2 home run e 8 RBI in sette gare. Per la loro vittoria, Kaline ricevettero un bonus di 10.000 dollari (in un'epoca in cui il salario di Kaline era di circa 70.000).
Il 24 settembre 1974, nell'ultima stagione in carriera, Kaline divenne il 12º giocatore della storia a battere 3.000 valide in carriera. Subito dopo avere tagliato tale traguardo annunciò il proprio ritiro Al 2017, è ancora il leader di tutti i tempi dei Tigers per fuoricampo (399), gare giocate (2.834) e basi su ball (1.277). Nel 1999, The Sporting News lo inserì al 76º posto nella classifica dei migliori cento giocatori di tutti i tempi.

## Palmarès

### Club
- World Series: 1

Detroit Tigers: 1968

### Individuale
- MLB All-Star: 18

1955–1961², 1962²–1967, 1971, 1974
- Guanti d'oro: 10

1957–1959, 1961–1967
- Miglior battitore dell'American League: 1

1955
- Numero 6 ritirato dai Detroit Tigers
- Club delle 3000 valide